# Humboldt Forum
O Humboldt Forum é um museu dedicado à história humana, arte e cultura, localizado no Palácio de Berlim na Ilha dos Museus no centro histórico de Berlim. É nomeado em homenagem aos estudiosos prussianos Wilhelm e Alexander von Humboldt. Considerado o "equivalente alemão" do Museu Britânico, o Humboldt Forum abriga as coleções não europeias dos Museus Estatais de Berlim, exposições temporárias e eventos públicos. Devido à Pandemia de COVID-19, foi inaugurado digitalmente em 16 de dezembro de 2020 e tornou-se acessível ao público em geral em 20 de julho de 2021. Com 1,7 milhão de visitantes em 2023, é o museu mais visitado da Alemanha e o 34º museu mais visitado do mundo.

## História
O Humboldt Forum incorpora dois museus anteriores, o Museu Etnológico de Berlim e o Museu de Arte Asiática. Ambos têm suas raízes na Antiga Câmara de Arte Prussiana. A Antiga Câmara de Arte Prussiana foi originalmente estabelecida por Joaquim II Heitor, Eleitor de Brandemburgo em meados do século XVI, mas foi quase destruída durante a Guerra dos Trinta Anos (1618-1648). A câmara de arte foi reconstruída como uma magnífica coleção por Frederico Guilherme, Eleitor de Brandemburgo, e foi transferida para o recém-ampliado Palácio de Berlim por Frederico I da Prússia no início do século XVIII. O Museu Etnológico foi inaugurado em 1886 como sucessor da Antiga Câmara de Arte Prussiana; o Museu de Arte Asiática originou-se como o Departamento Indiano do Museu Etnológico em 1904. Wilhelm von Bode, o Diretor-Geral dos Museus Reais em Berlim, estabeleceu o Museu de Arte do Leste Asiático como uma coleção separada em 1906. Em 2006, o Museu de Arte Indiana e o Museu de Arte do Leste Asiático foram fundidos para formar o Museu de Arte Asiática.
A partir de 2020, o Museu Etnológico e o Museu de Arte Asiática fazem parte do Humboldt Forum no Palácio de Berlim. Até 2019, os custos totais do Forum somavam US$ 700 milhões; na época, era considerado o projeto cultural mais caro da Europa. Sua abertura estava inicialmente planejada para o outono de 2019, depois adiada para 2020 devido a problemas técnicos, incluindo com seu sistema de ar condicionado. Atrasos na entrega e a indisponibilidade de trabalhadores durante um lockdown devido à pandemia de COVID-19 na Alemanha adiaram ainda mais alguns meses. Em abril de 2020, dois aquecedores de alcatrão explodiram no canteiro de obras, ferindo um trabalhador.
Em 16 de setembro de 2022, a abertura da ala leste, a última seção do museu Humboldt Forum, significou que o museu Humboldt Forum estava finalmente concluído. Tornou-se o projeto cultural mais caro da Alemanha até hoje.

## Edifício

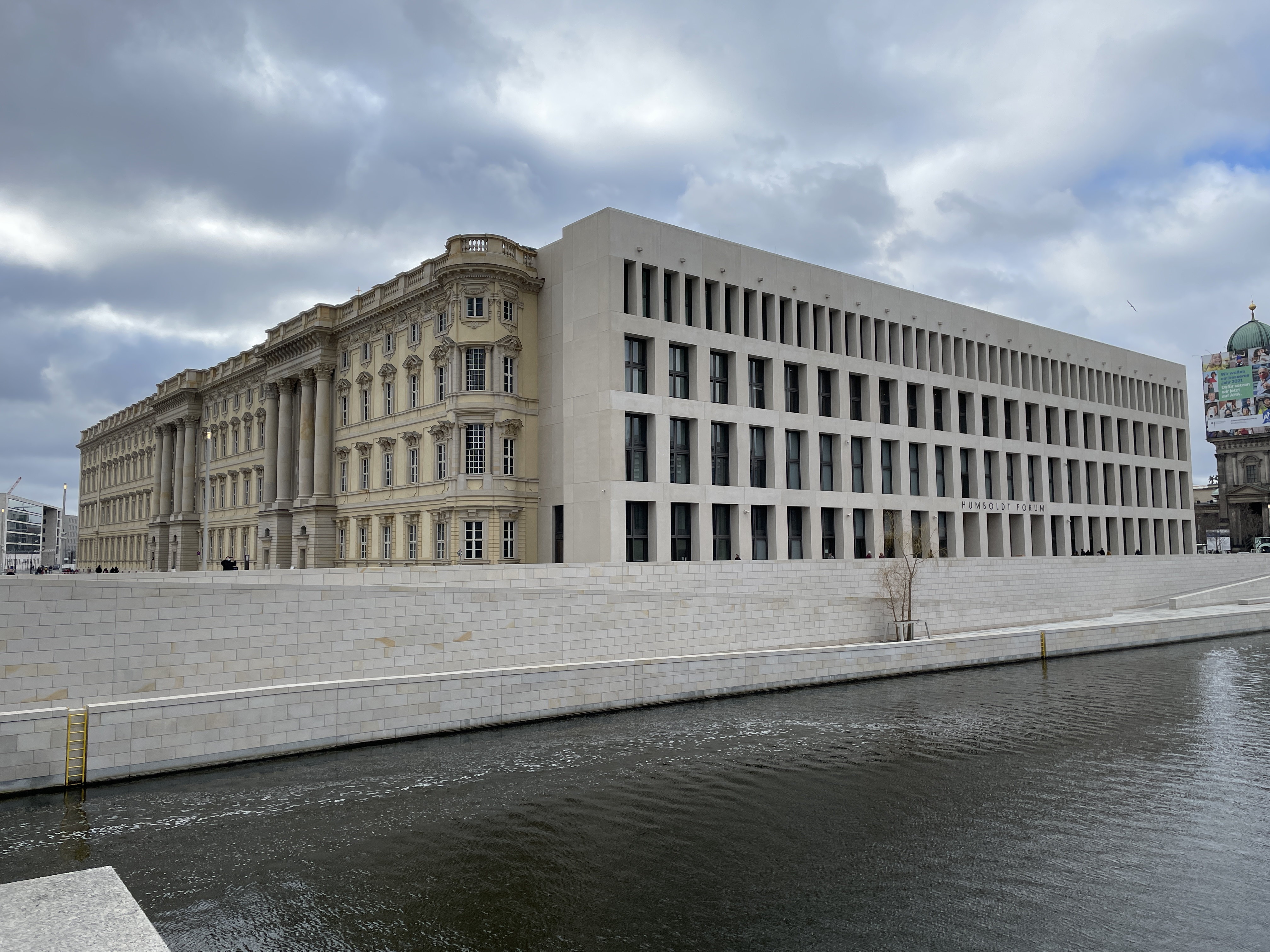
Fachadas sul e leste do Humboldt Forum

O Humboldt Forum tem sua sede no reconstruído Palácio de Berlim. A pedra fundamental foi lançada pelo Presidente Joachim Gauck em uma cerimônia em 12 de junho de 2013.

## Museu
Ao ser concluído em 2020, o Palácio da Cidade abrigava o Museu Etnológico de Berlim e o Museu de Arte Asiática, bem como dois restaurantes, um teatro, um cinema e um auditório. O projeto é liderado por um comitê de gestão de três membros, presidido pelo diretor fundador Neil MacGregor e também incluindo os co-diretores, o arqueólogo Hermann Parzinger e o historiador de arte Horst Bredekamp. A Fundação para o Humboldt Forum no Palácio de Berlim foi criada para criar o museu.
MacGregor propôs fazer a entrada no museu gratuita, baseando-se no modelo do Museu Britânico.

### Coleções
O Humboldt Forum abriga quatro grandes alas, cobrindo América, África, Ásia e Oceania. Também possui várias outras galerias, incluindo o Laboratório Humboldt, a Exposição de Berlim, Sons do Mundo e espaços para exposições temporárias.

## Terraço no Telhado
O Humboldt Forum possui um terraço no telhado com um restaurante. A uma altura de 30 metros, oferece vistas da Catedral de Berlim e da Ilha dos Museus ao norte, o Rotes Rathaus e a Fernsehturm a leste, o Neuer Marstall e o Edifício do Conselho de Estado ao sul e a avenida Unter den Linden e o Portão de Brandemburgo a oeste.

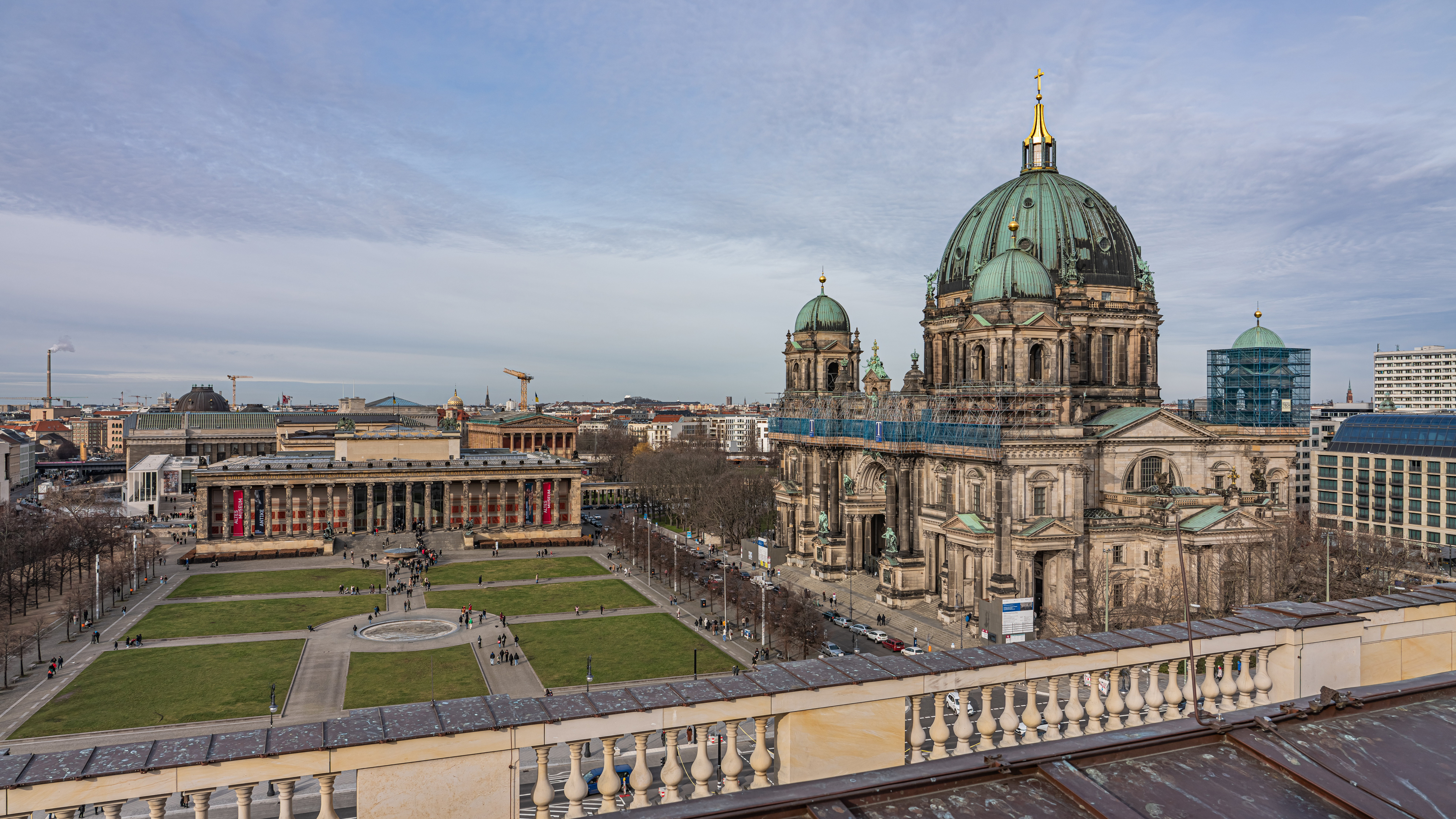
Vista em direção à Catedral de Berlim e Ilha dos Museus
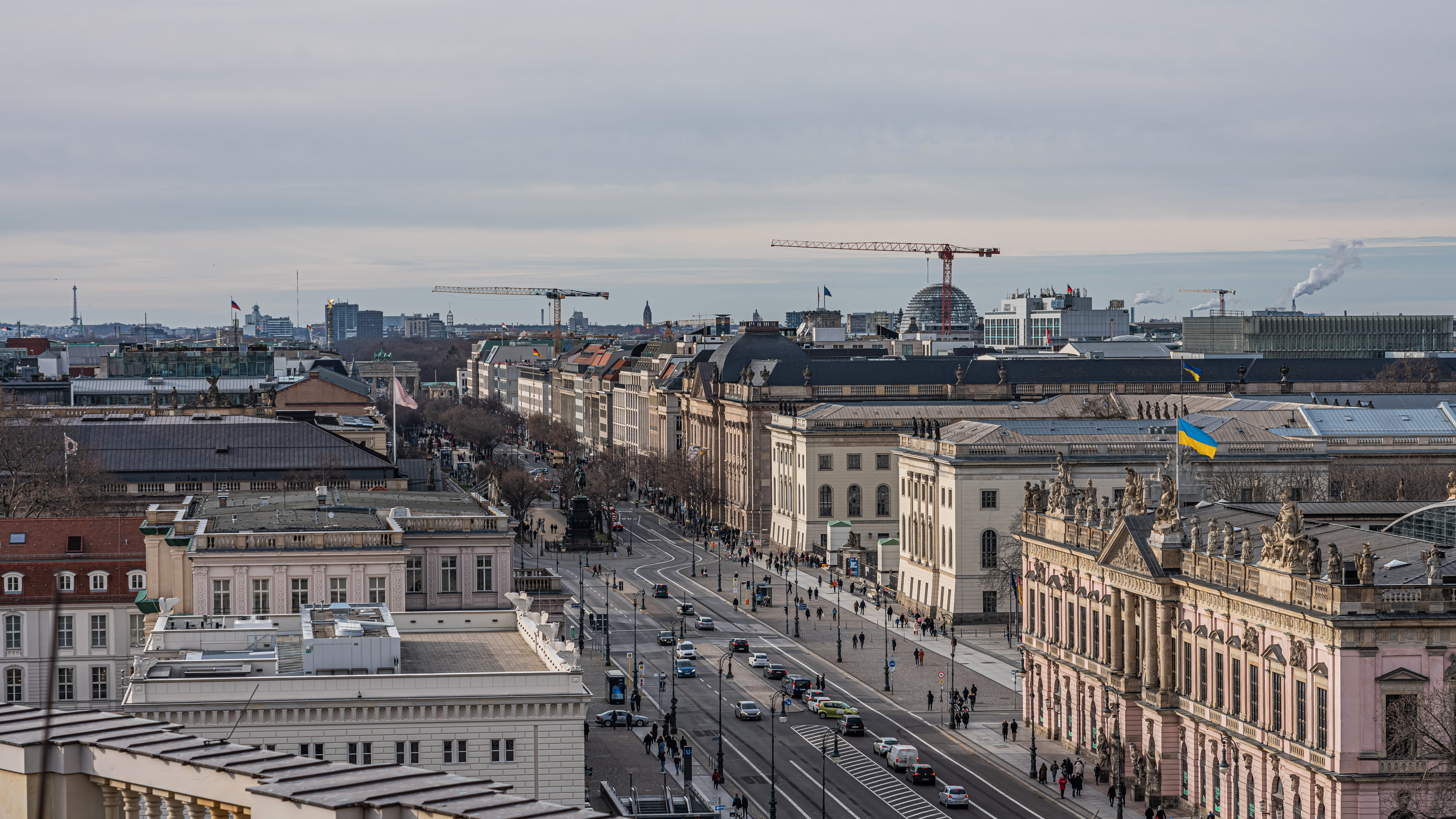
Vista em direção à avenida Unter den Linden
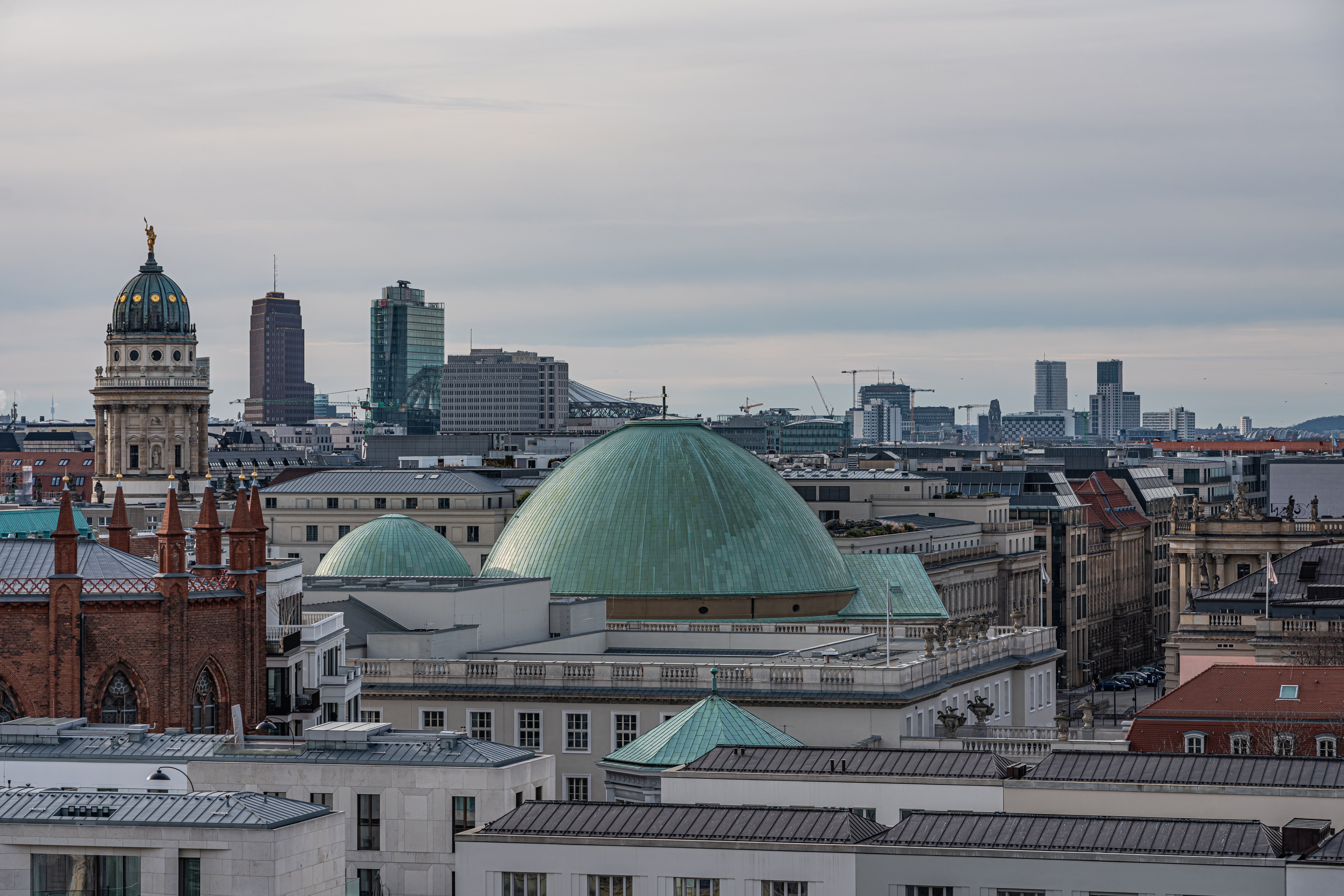
Vista em direção à Potsdamer Platz

## Controvérsias
O Humboldt Forum foi alvo de críticas antes e depois de sua inauguração em 2020 devido à propriedade do museu de arte roubada e outros artefatos que foram adquiridos do Império colonial alemão e de outras colônias europeias na África e na Ásia, como os Bronzes do Benim. Em 2018, esteve no centro de um debate sobre a legalidade do patrimônio cultural das antigas colônias alemãs ser exibido na Alemanha, atraindo protestos de ativistas e historiadores de arte, incluindo Bénédicte Savoy, que alegou que o museu não fez o suficiente para pesquisar a proveniência e falhou em apresentar criticamente objetos originários do Sul Global em sua coleção.
Em outubro de 2024, o Forum anunciou uma alteração na letra da música Sonderzug nach Pankow de Udo Lindenberg, de 1983, em uma apresentação de coral futura. Em 1983, Lindenberg havia usado a palavra "Oberindianer" para se dirigir ao chefe de Estado da Alemanha Oriental, Erich Honecker. O Humboldt Forum disse que a palavra poderia ser percebida como ofensiva e racista por povos indígenas e outros visitantes e seria alterada. Críticos como Wolfgang Kubicki viram as mudanças como violação da liberdade artística, enquanto o historiador Hubertus Knabe disse que o Humboldt Forum estava se inclinando para um "culto de extrema esquerda" e argumentou que as pessoas responsáveis deveriam ser votadas para fora do cargo.

## Galeria
Alguns dos destaques em exibição no Humboldt Forum:

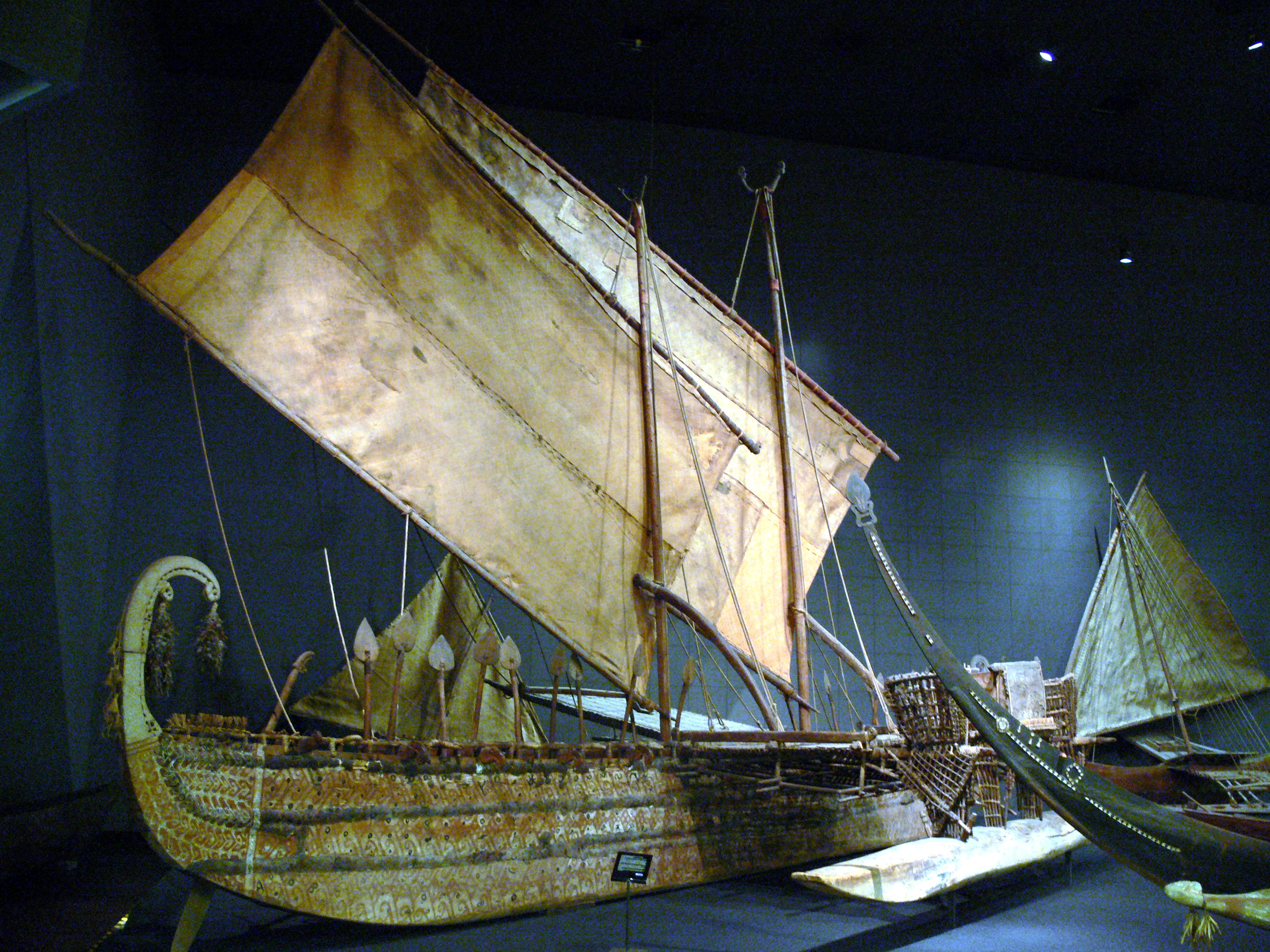
barco histórico da ilha de Luf na moderna Papua-Nova Guiné
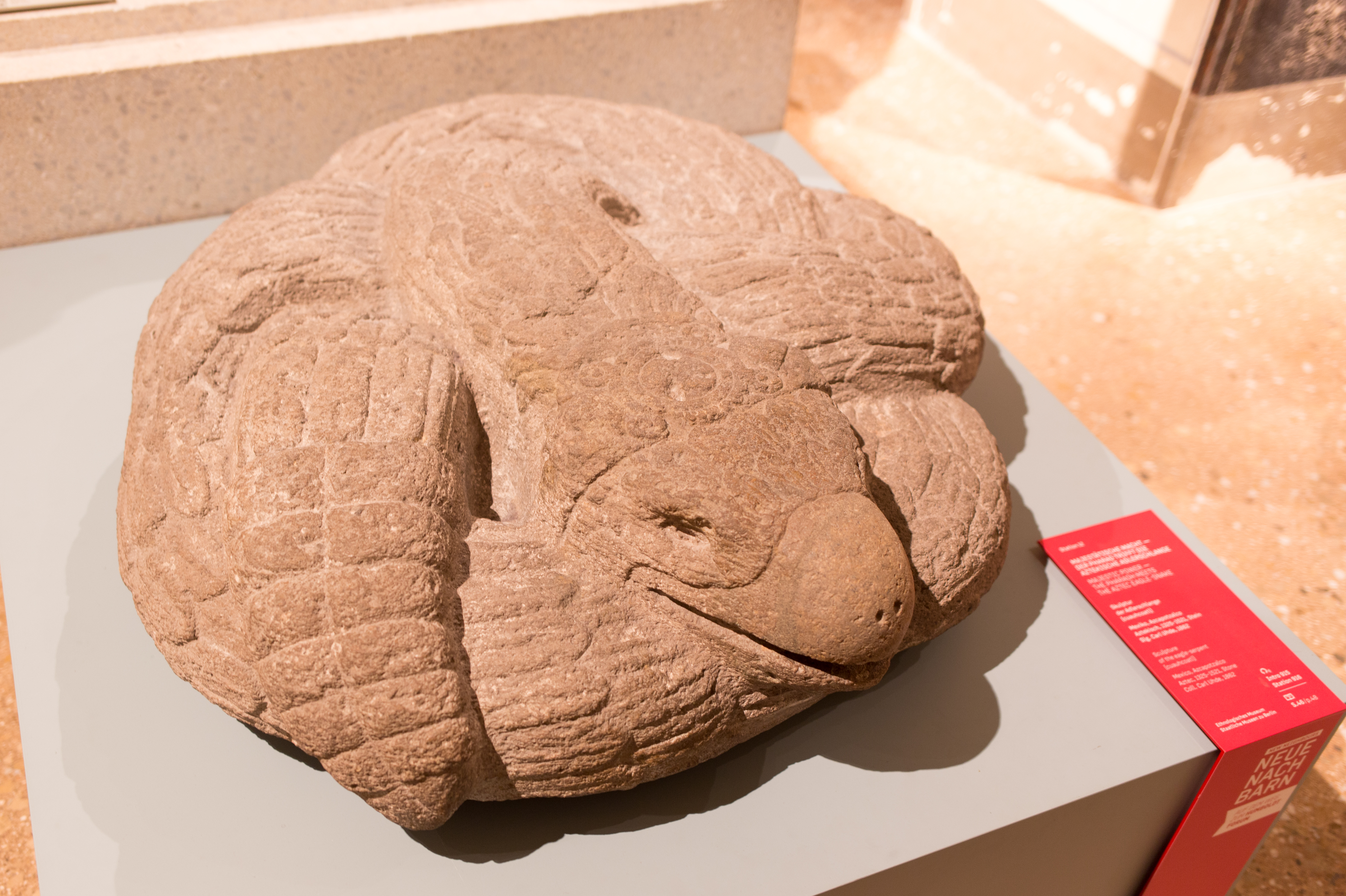
Cuauhcoatl
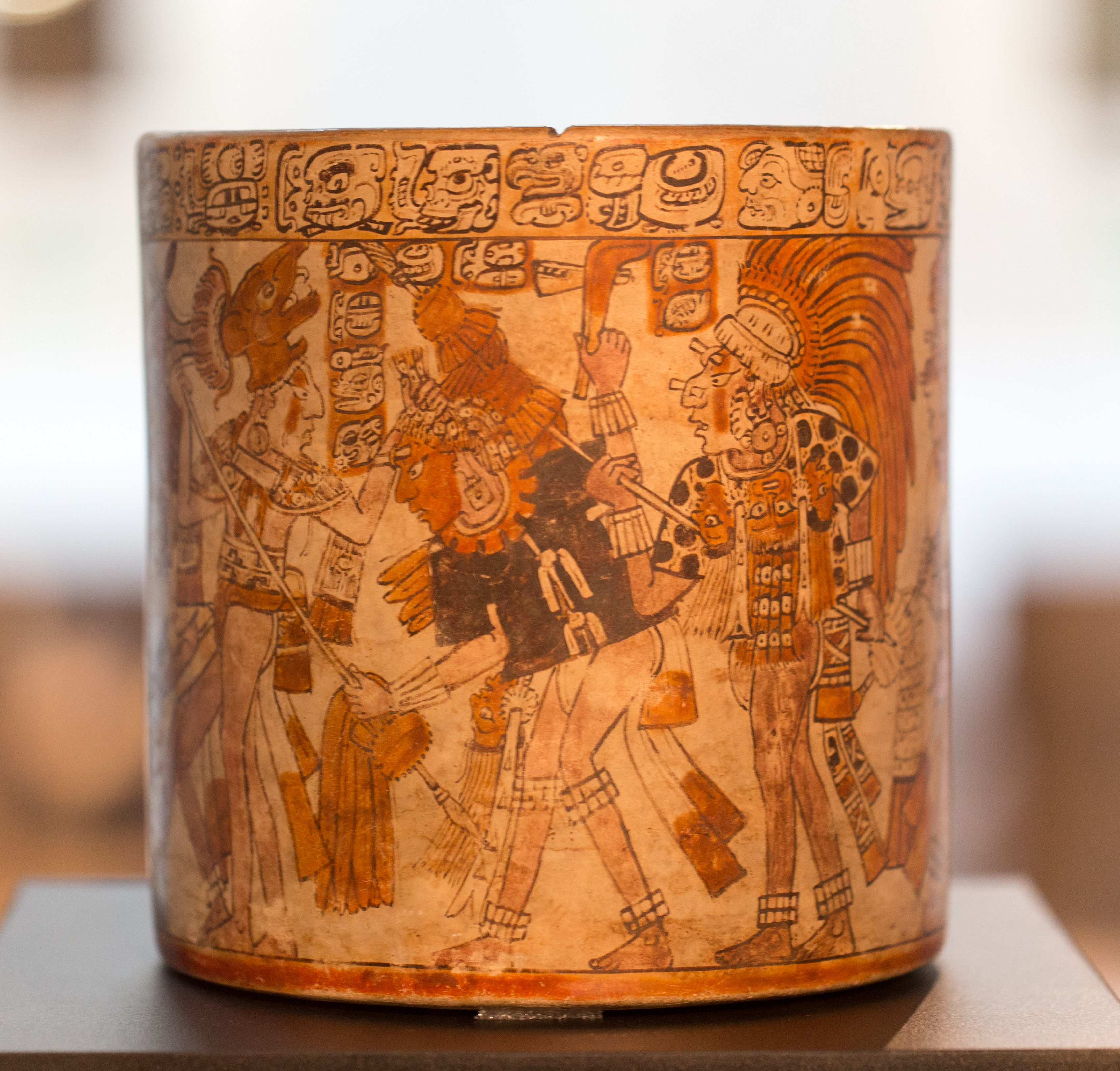
Copo de chocolate maia
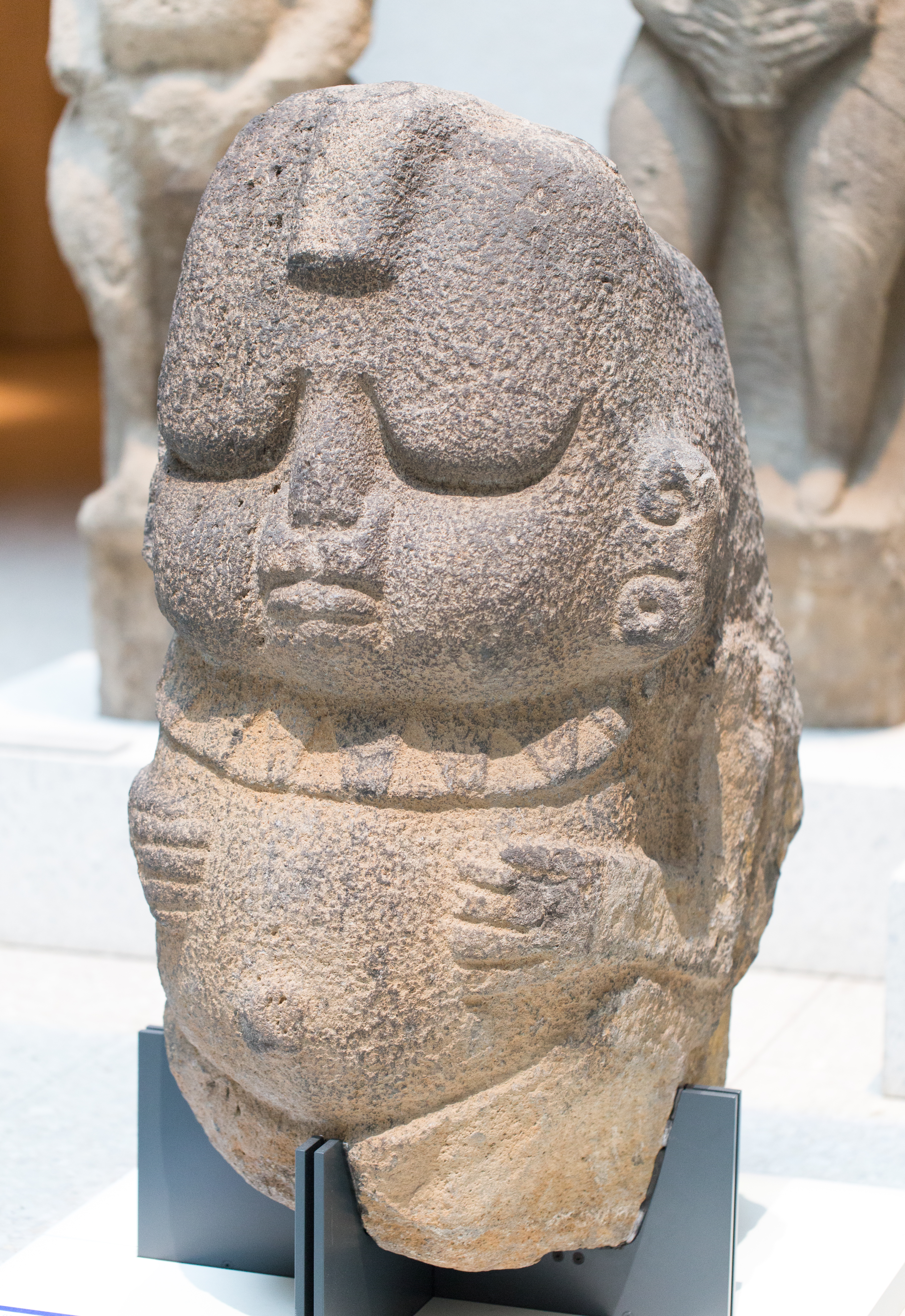
O Barrigon, uma escultura barriguda
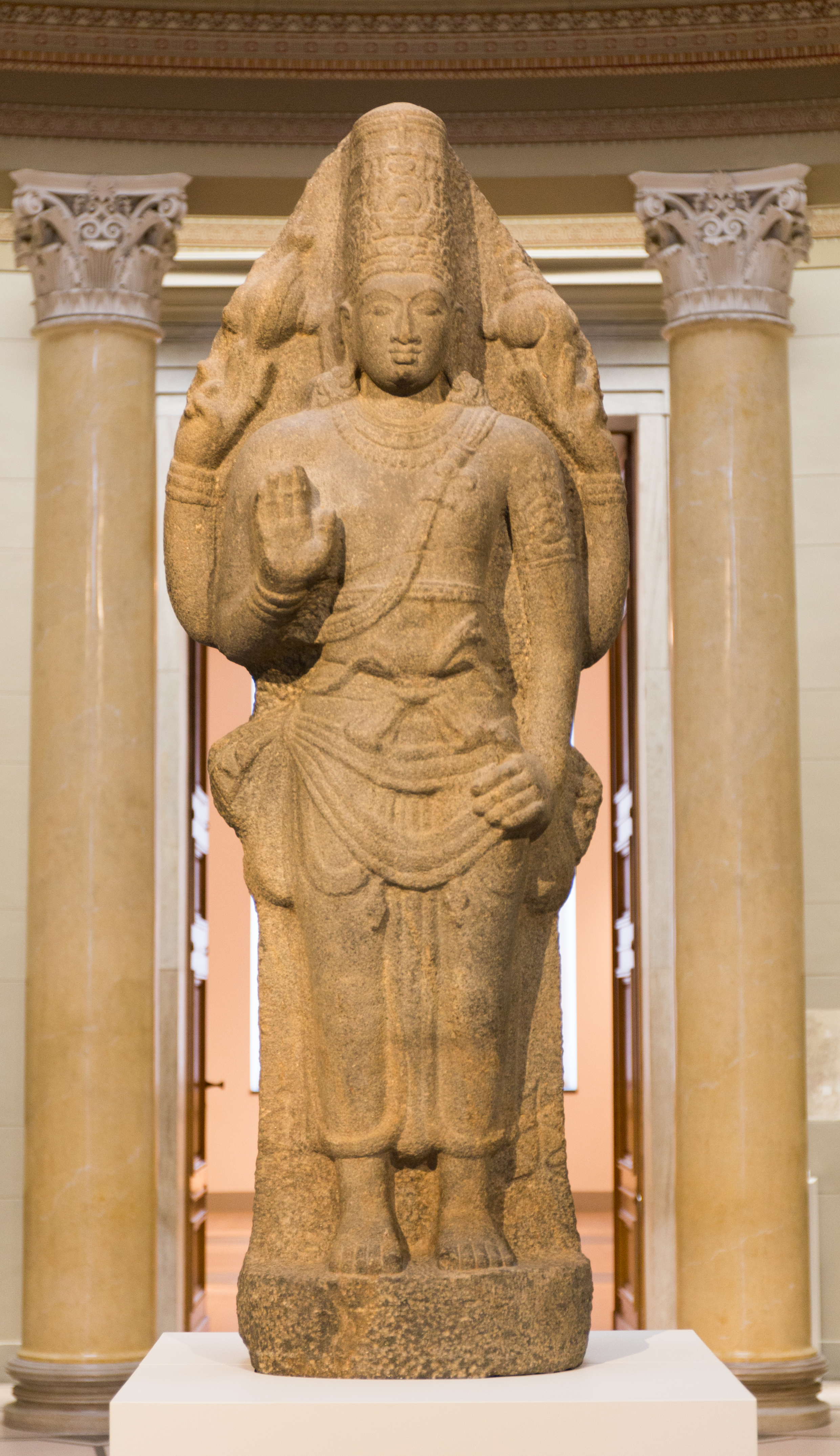
Vishnu
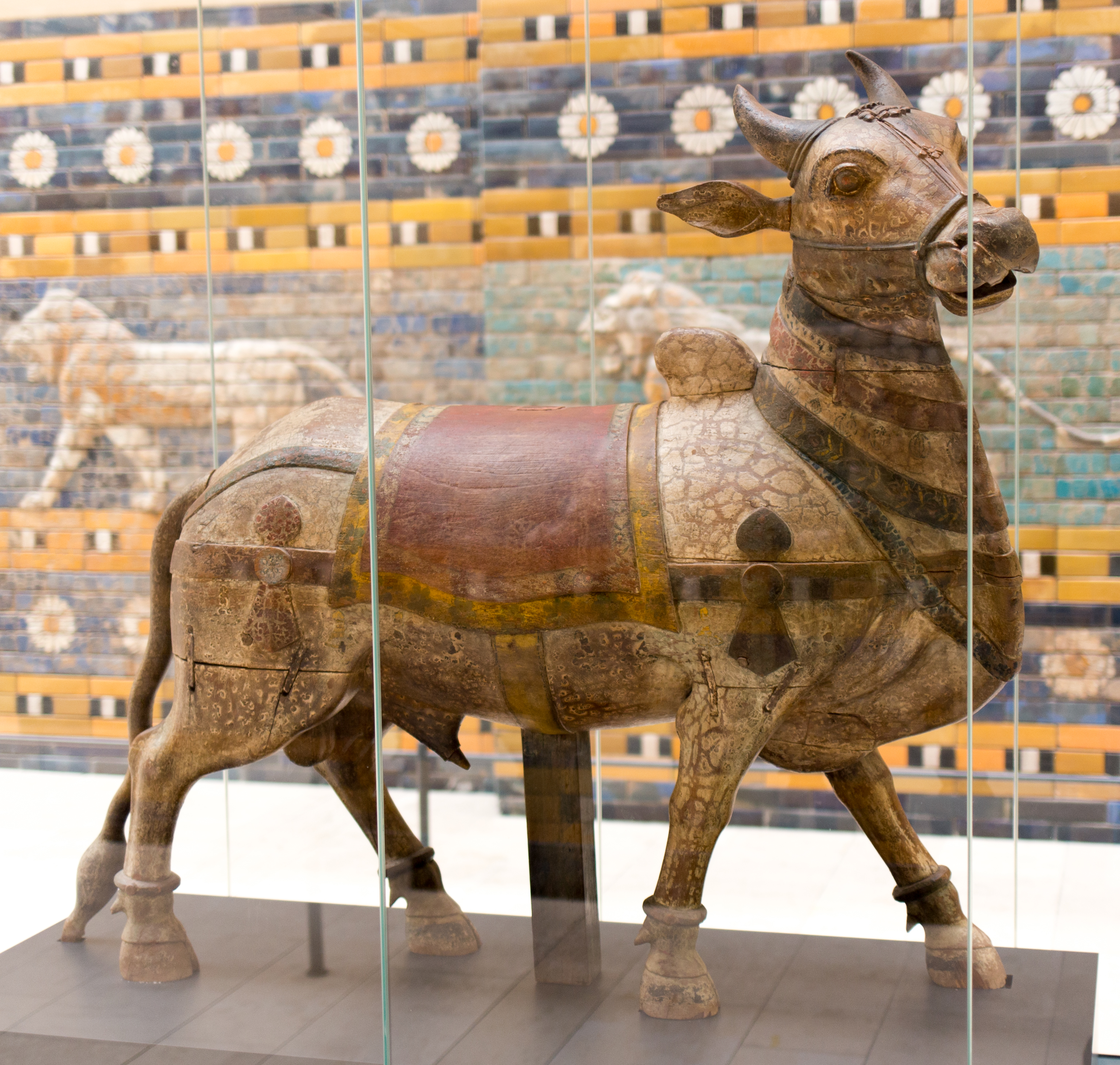
Nandi
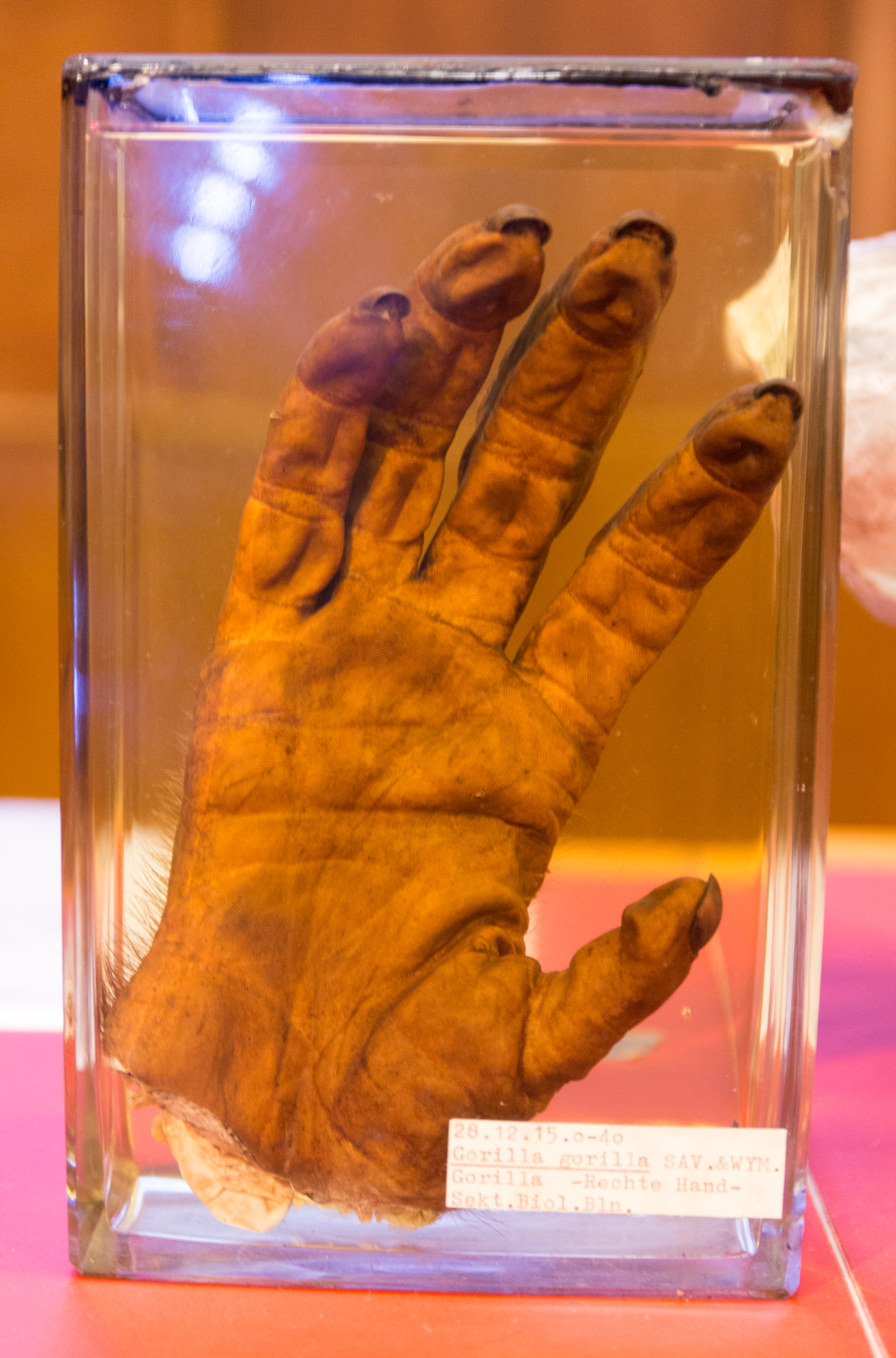
Mão de um gorila ocidental
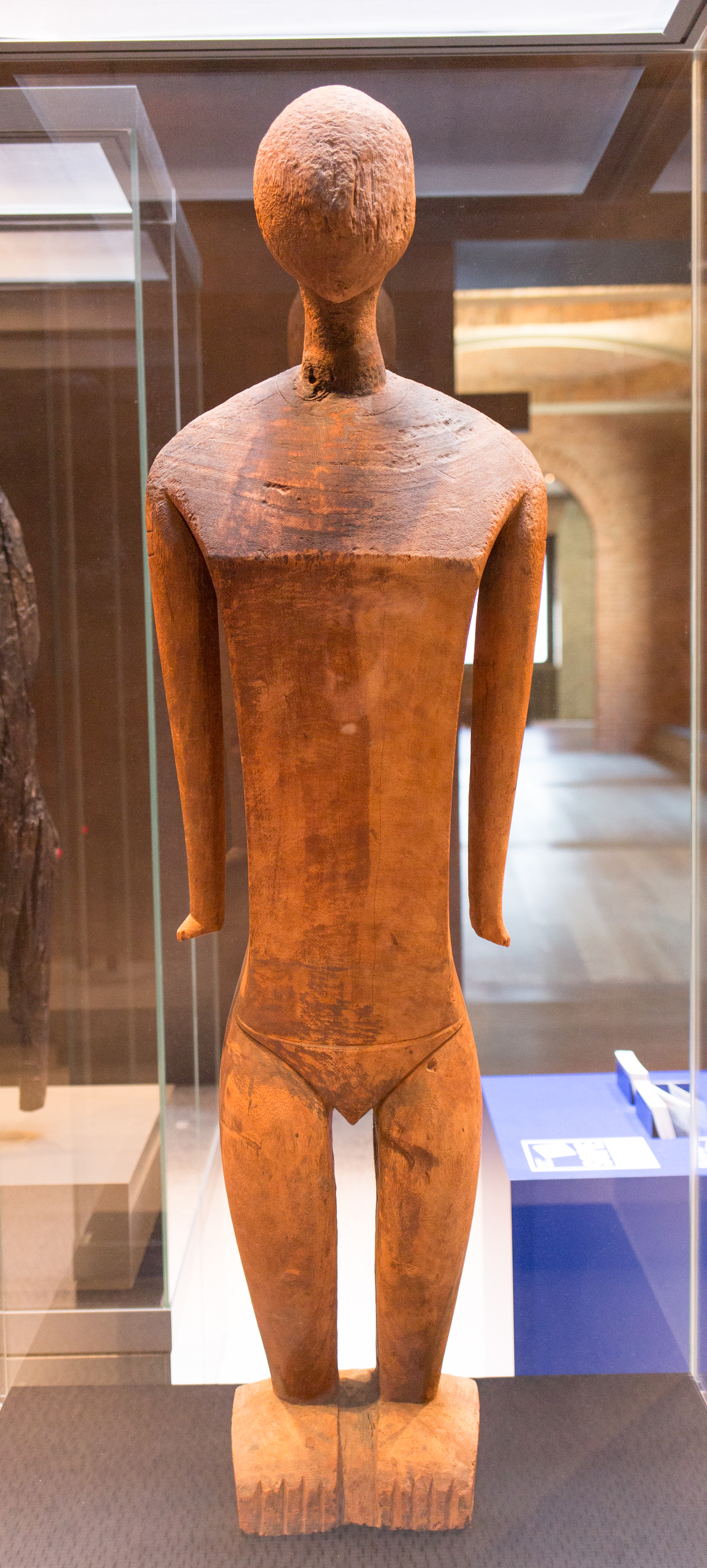
Sope
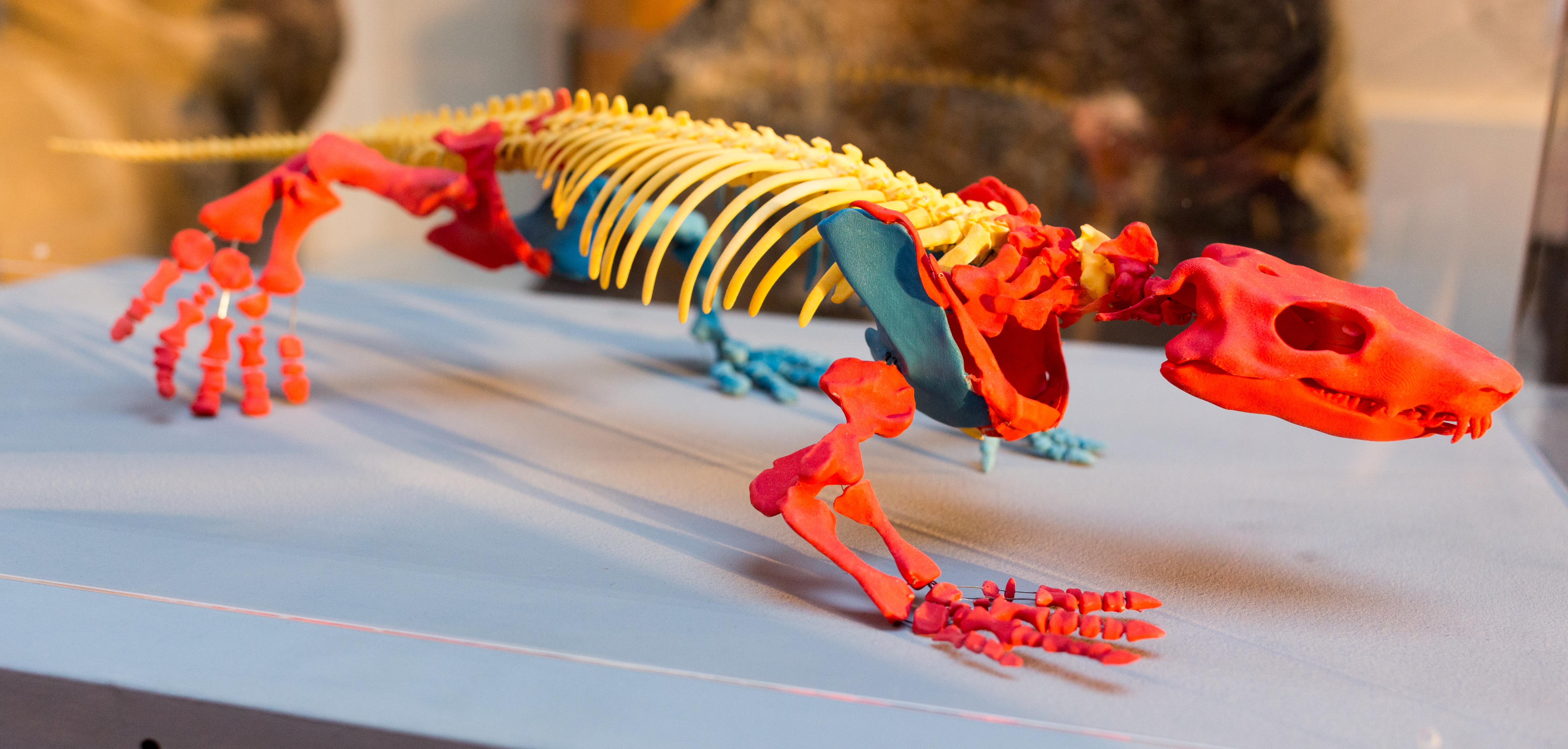
Modelo de um Orobates pabsti: as partes vermelhas são reconstruídas a partir do fóssil, as partes azuis são espelhos e as partes amarelas são algumas estimativas.